# Гоян, Влад Иванович
Влад Иванович Гоян (рум. Vlad Goian; род. 14 ноября 1970, Кишинёв) — молдавский футболист и тренер.

## Биография
С 1992 года по 2000 год выступал за молдавские клубы высшей лиги. По окончании игровой карьеры занялся тренерской работой. В 2008 году возглавил рыбницкий футбольный клуб «Искра-Сталь», с которым в 2009 году завоевал бронзовые медали чемпионата Молдовы, а в сезоне 2009/10 серебряные медали. С 2011 года работал на посту главного тренера ФК «Тирасполь». В чемпионате Молдавии 2012/13 завоевал бронзовые медали и в этом же году с клубом завоевал Кубок Молдавии. 16 мая 2014 года, за тур до конца чемпионата 2013/14, подопечные Влада Гояна заняли второе место. 12 декабря стало известно, что по обоюдному согласию Влад ушёл с поста главного тренера «Тирасполя». 29 мая 2015 года был назначен главным тренером молдавского клуба «Саксан», контракт рассчитан на один год. В сентябре покинул команду, расторжение контракта произошло по обоюдному согласию сторон. 26 октября возглавил другой клуб «Академия УТМ». 10 июня 2016 года стало известно, что Гоян возглавил футбольный клуб «Заря» из города Бельцы, а 26 августа 2017 года ушёл из команды. Однако в марте 2018 года снова возглавил клуб, но в октябре этого же года был уволен с поста главного тренера бельцкой команды.
В сентябре 2019 года стало известно, что Влад Гоян возглавил армянский клуб «Ереван», однако успел проработать лишь три тура и в начале октября покинул команду.

## Достижения

### Командные
- Обладатель Кубка Молдавии (1): 2013
- Серебряный призёр Чемпионата Молдавии (2): 2009/10, 2013/14
- Бронзовый призёр Чемпионата Молдавии (2): 2008/09, 2012/13

### Личные
- Лучший тренер в Молдавии (3): 2008[14], 2010[15], 2012[16]